# 12320 Loschmidt
12320 Loschmidt eller 1992 PH1 är en asteroid i huvudbältet som upptäcktes den 8 augusti 1992 av den belgiske astronomen Eric W. Elst vid La Silla-observatoriet. Den är uppkallad efter den österrikiske fysikern Johann Josef Loschmidt.
Asteroiden har en diameter på ungefär 2 kilometer.